# 존 타일러 대통령 취임식

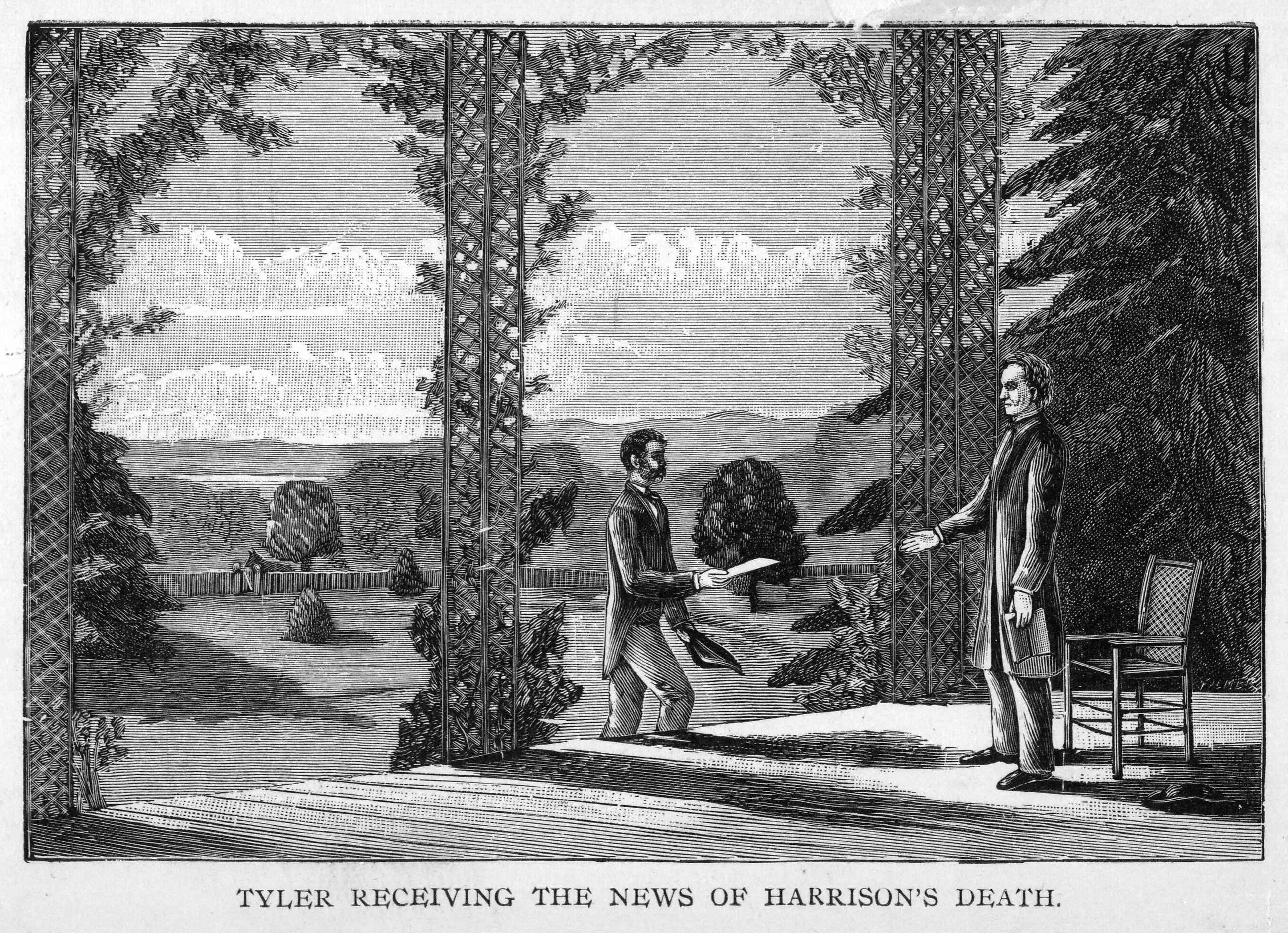
1888년 윌리엄 헨리 해리슨 대통령의 사망 소식을 플레처 웹스터로부터 전해 듣는 타일러 대통령의 삽화

제10대 미국 대통령 존 타일러의 취임식은 1841년 4월 6일 화요일, 이틀 전 윌리엄 헨리 해리슨 대통령의 서거에 따라 워싱턴 D.C.의 브라운즈 인디언 퀸 호텔에서 열렸다.
이 취임식은 존 타일러의 유일한 임기(1841년 4월 4일부터 1845년 3월 4일까지의 3년 334일 부분 임기)의 시작을 알렸으며, 미국 역사상 최초의 비정규 비상 취임식이었다. 컬럼비아 특별구 연방 순회 법원의 대법원장이었던 윌리엄 크랜치는 취임식 절차 중에 타일러에게 대통령 취임 선서를 집행했다.

## 배경
1840년 미국 대통령 선거에서는 휘그당 후보 해리슨이 타일러를 부통령 러닝메이트로 삼아 당선되었다. 해리슨은 1841년 3월 4일에 제9대 대통령으로 취임했으나, 1841년 3월 26일 감기에 걸렸고 이어서 폐렴과 늑막염이 발병했다. 해리슨의 병은 3월 4일 그의 취임식 때의 악천후로 인해 직접적으로 발생한 것으로 여겨졌지만, 병은 행사 후 3주 이상 지나서야 발병했다.
4월 1일, 국무장관 대니얼 웹스터는 해리슨의 병 소식을 윌리엄스버그 자택에 있던 부통령 타일러에게 전했다. 이틀 뒤, 리치먼드의 변호사 제임스 라이언스는 대통령의 병세가 악화되었다는 소식을 전하며, "내일 우편으로 해리슨 장군이 더 이상 세상에 없다는 소식을 듣게 되어도 놀라지 않을 것"이라고 말했다. 타일러는 대통령의 죽음을 미리 예상하는 듯한 행동을 보이지 않기 위해 워싱턴으로 가지 않기로 결정했다. 4월 5일 새벽, 국무부 수석 서기관인 웹스터의 아들 플레처 웹스터가 타일러의 농장에 도착하여, 웹스터가 보낸 전날 아침 해리슨의 사망 소식을 알리는 편지를 전했다.

## 1841년 4월 4일~6일
타일러 대통령은 즉시 짐을 꾸려 당시 가장 빠른 교통수단(증기선과 기차)을 이용해 아들 중 한 명과 함께 워싱턴으로 향했고 230-마일 (370 km) 거리를 21시간 만에 주파하여 4월 6일 아침 일찍 도착했다. 그는 전 내각을 포함한 초당파적인 고위 인사들의 환영을 받았다. 해리슨의 사망 이후 어떤 절차적 조치를 취해야 할지에 대한 격렬한 논의가 이어졌다. 몇몇 현직 대통령이 병을 앓았지만, 재임 중 사망한 경우는 이전에 없었다. 일부 내각 구성원들은 타일러가 대통령 대행으로 취임할 권리가 사실상 논쟁의 여지가 없으므로 공식적인 조치가 필요 없다고 주장했다. 해리슨의 병환 중에는 행정부가 내각 관료들의 다수결로 운영되었다. 타일러는 취임 선서를 함으로써 미국 제10대 대통령으로서의 권위를 확보할 것이라고 주장하며 이러한 관행을 중단시켰다.

## 취임 선서

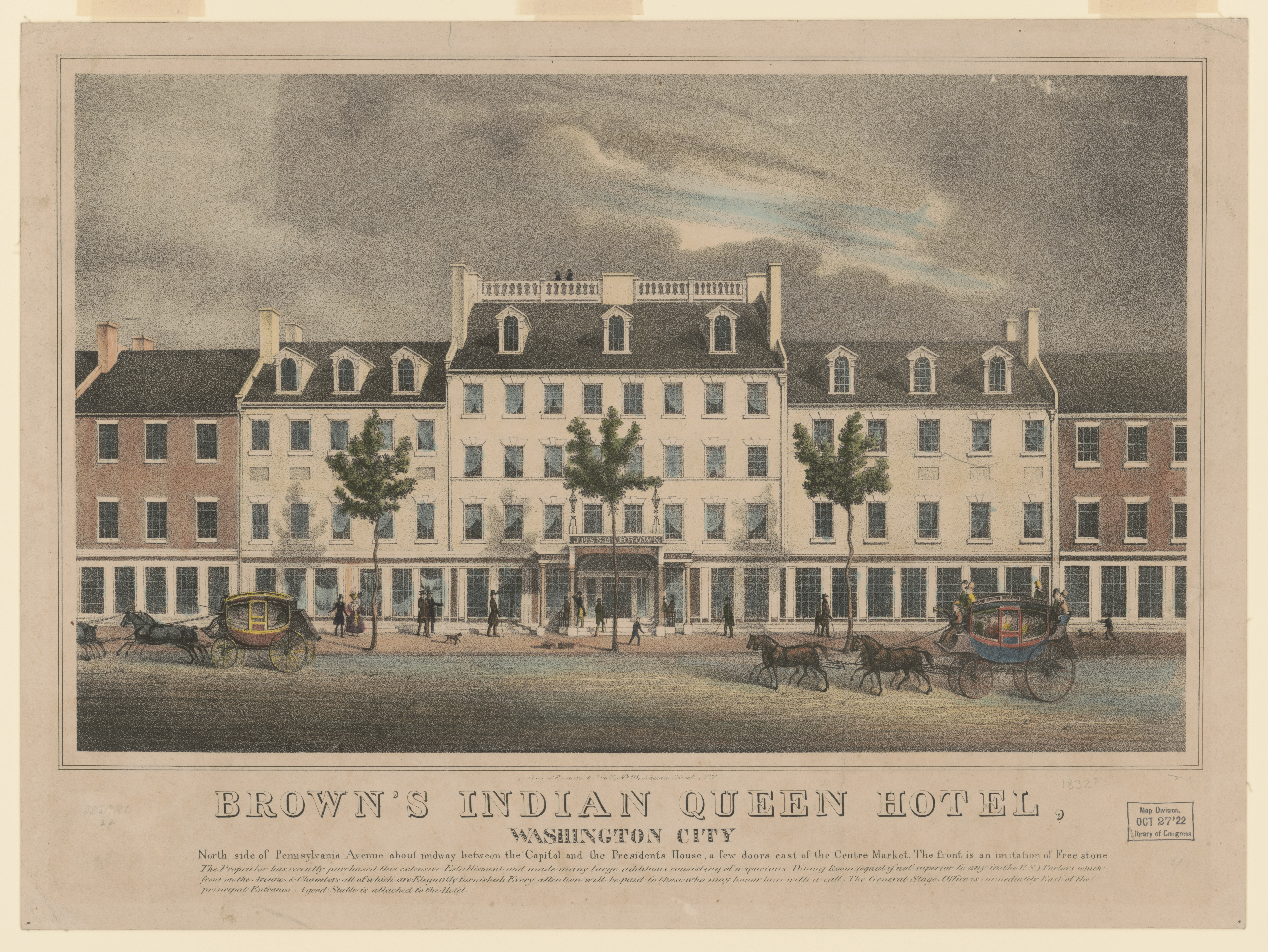
브라운즈 인디언 퀸 호텔 c. 1832

1841년 4월 6일, 컬럼비아 특별구 연방 순회 법원의 대법원장이었던 윌리엄 크랜치는 브라운즈 인디언 퀸 호텔 로비에서 타일러 대통령에게 선서를 집행했으며, 이는 역사상 최초의 비상 대통령 취임식이 되었다.
4월 9일, 타일러는 해리슨이 소집했던 특별 의회 회기에 취임 메시지를 발표했다. 이후 대통령들도 유사한 상황에서 같은 조치를 취했다.

## 선례 확립
타일러가 자신의 직함을 옹호한 것은 단호했다. "부통령" 또는 "대통령 대행"에게 보내진 편지는 개봉되지 않은 채 반송되었다. "타일러 선례"는 이후 7명의 대통령 사망(4명은 암살 후)을 거치며 이어졌고, 1967년 미국 수정 헌법 제25조가 비준되면서 법으로 명문화되었다.